# Burtina atribasalis
Burtina atribasalis là một loài bướm đêm trong họ Geometridae.